# Alec Sokolow
Alec William Sokolow (nacido el 9 de junio de 1965) es un guionista y productor de cine y televisión estadounidense. Sus trabajos más conocidos son Toy Story (1995), Más barato por docena (2003), y Garfield: la película (2004). Trabaja frecuentemente con compañero de escritura Joel Cohen.

## Filmografía
Sokolow se ha destacado en su trabajo tanto en el cine como en la televisión. Sus primeros trabajos fueron en las series de televisión The Wilton North Repor y The Arsenio Hall Show a finales de la década de 1980 y principios de 1990. Sin embargo, su trabajo comenzó a tomar relevancia cuando se convirtió junto a Andrew Stanton, Joss Whedon y Joel Cohen en los guionistas principales de Toy Story en 1995.
| Película                               | Trabajo                                                                | Año       |
| -------------------------------------- | ---------------------------------------------------------------------- | --------- |
| Astrid Silverlock                      | Guionista                                                              | -----     |
| Magic Arc                              | Guionista                                                              | 2020      |
| Norm of the North: Keys to the Kingdom | Guionista                                                              | 2018      |
| I am little Red                        | Guionista-Productor-Director                                           | 2017      |
| I am Jane Doe (Documental)             | Guionista-Productor                                                    | 2017      |
| Shooting an Elephant                   | Guionista-Productor                                                    | 2016      |
| Skylanders: Spyro's Adventure          | Guionista                                                              | 2011      |
| Gnomes & Trolls: The secret chamber    | Productor Ejecutivo                                                    | 2009      |
| Papá canguro 2                         | Guionista                                                              | 2007      |
| Sigo como Dios                         | Guionista                                                              | 2007      |
| Garfield 2                             | Guionista                                                              | 2006      |
| Garfield: la película                  | Guionista-Escritor de Canción de banda sonora (New York State of Mind) | 2004      |
| Más barato por docena                  | Guionista                                                              | 2003      |
| Goodby Lover                           | Guionista                                                              | 1998      |
| El dinero es lo primero                | Guionista                                                              | 1997      |
| Toy Story                              | Guionista                                                              | 1995      |
| Monster Mash                           | Guionista-Director                                                     | 1995      |
| All-Star Game de la NBA                | Guionista                                                              | 1992      |
| The Arsenio Hall Show (Serie de TV)    | Guionista (varios episodios)                                           | 1989-1990 |
| The Wilton North Report (Serie de TV)  | Guionista                                                              | 1987-1988 |

## Premios y distinciones
Premios Óscar
| Año  | Categoría            | Película  | Resultado |
| ---- | -------------------- | --------- | --------- |
| 1996 | Mejor guion original | Toy Story | Nominado  |